# Eleanor Taylor Bland
Eleanor Taylor Bland (31 de desembre de 1944 a Boston, Massachusetts – 2 de juny de 2010) fou una escriptora afroamericana de novel·la negra. Fou la creadora del detectiu de policia Marti McAllister.

## Vida
Eleanor Taylor Bland va néixer a Boston, Massachusetts. Als 14 anys es va casar i va anar a viure a Naval Station Great Lakes, a North Chicago, Illinois amb el seu marit, Anthony Bland. Ella i el seu marit van viure junts 31 anys abans de separar-se. Tot i que va ser diagnosticada amb el síndrome de Gardner a la dècada de 1970 i que se li va dir que moriria aviat, Bland va estudiar belles arts a la University of Southern Illinois el 1981. Va tenir dos fills i diversos nets i va residir a Waukegan, Illinois els últims anys de la seva vida.
Va morir el 2 de juny de 2010 degut al síndrome de Gardner al Centre Mèdic Vista de Waukegan.

## Obra
La primera novel·la de Bland, Dead Time (1992) va introduir el detectiu de policia negre Marti MacAlister, que recentment havia estat transferit des de Chicago a la petita ciutat fictícia de Lincoln Prairie, Illinois (basada en Waukegan). El seu segon llibre, Slow Burn, va ser escrit abans que el primer, però publicat més tard ja que cap editorial se'n volia fer càrrec.
L'autora va escriure moltes novel·les protagonitzades per Marti MacAlister, que solia anar acompanyat pel seu company Vik Jessenovik. En les seves novel·les apareixen elements com la família, la vida comunitària i social.
En un estudi sobre novel·la negra, Maureen Reddy va destacar que quasi totes les novel·listes afroamericanes es preocupaven de crear detectius que tinguessin fills i vida familiar. La mateixa Bland va comentar que la contribució més significativa que havien fet aquestes autores era la de desenvolupar la família del detectiu, "amb personatges complexos i que no morien en els tres primers capítols".

## Obres
- Dead Time (1992)
- Slow Burn (1993)
- Gone Quiet (1994)
- Done Wrong (1995) ISBN 9780312957940, OCLC 34698212
- Keep Still (1996)
- See No Evil New York : St. Martin's Press, 1998. ISBN 9780312169107, OCLC 37560267
- Tell No Tales (1999) ISBN 9780312971137, OCLC 43671747
- Scream in Silence (2000)
- Whispers in the Dark (2001)
- Windy City Dying (2002)
- Fatal Remains (2003)
- A Cold and Silent Dying (2004)
- A Dark and Deadly Deception (2005)
- Suddenly a Stranger (2007)

Editor
- Shades of Black: Crime and Mystery Stories by African American Authors (2004)